# Église Saint-Georges de Lys-Saint-Georges
Pour les articles homonymes, voir Église Saint-Georges.
L'église Saint-Georges de Lys-Saint-Georges est une église catholique française. Elle est située sur le territoire de la commune de Lys-Saint-Georges, dans le département de l'Indre, en région Centre-Val de Loire.

## Situation
L'église se trouve dans la commune de Lys-Saint-Georges, au sud du département de l'Indre, en région Centre-Val de Loire. Elle est située dans la région naturelle du Boischaut Sud. L'église dépend de l'archidiocèse de Bourges, du doyenné du Boischaut Sud et de la paroisse de Neuvy-Saint-Sépulchre.

## Histoire
L'église fut construite entre le XIIe siècle et le XVe siècle.
L'édifice est inscrit au titre des monuments historiques, le 31 mai 1951.